# Désencyclopédie
 (octobre 2023).
La Désencyclopédie, stylisé « dÉsencyclopédie » (Uncyclopedia dans sa version anglophone), est une parodie de Wikipédia, rédigée actuellement en plus de cinquante langues.

## Principe
La Désencyclopédie fonctionne sur le système du wiki, mais l'écriture est rarement collaborative au vu du but parodique (dont l'optique dépend du style de chacun). Les articles débutent souvent par des citations fictives.
De nombreux aspects des projets de la Wikimedia Foundation y sont reproduits : séparations entre les projets d'encyclopédie, de site d'information, de citation… (les Désinformations, en anglais UnNews, le Désencyclothon, etc.), renvoi d'une page vers ses équivalents dans d'autres langues, existence d'un projet stockant les images pouvant servir aux pseudo-encyclopédies de toutes les langues.
Par la diversité grandissante des articles (qui peuvent parfois ressembler plus à des œuvres artistiques ou narratives qu'à de faux articles d'encyclopédie), le site tend à s'éloigner de plus en plus du concept de « parodie de Wikipédia » pour se rapprocher de celui de « site d'humour ». C'est aussi pour cette raison que les articles sont plus souvent écrits par un unique auteur, et donc que le site n'est pas aussi collaboratif que Wikipédia.

## Historique
Uncyclopedia a été lancée de façon indépendante en anglais en janvier 2005 par des utilisateurs du forum 4chan comme une satire de Wikipédia, à l’origine comme une réponse aux textes drôles jadis déplacés hors de l'espace encyclopédique (comme Wikipédia:Bêtisier).
Hikipedia (vient de hiki en finnois qui signifie “sueur” et d'encyclopédie, parodie du nom “Wikipedia”) est un wiki finnois fondé en avril 2005. Hikipedia a été initialement conçu comme un wiki absurde indépendant, et n’a été ajouté au projet de Désencyclopédie que plus tard.
Uncyclopedia annonce le 26 mai 2005 qu’elle sera accueillie chez Wikia, cependant de manière non officielle (à l'instar de Wikicity). Ainsi, ses droits d’auteur (une licence Creative Commons, qui permet l’usage non commercial attribué de tout contenu uncyclopédien) et son adresse (uncyclopedia.org) demeurent inchangés.
La Désencyclopédie en français a été, quant à elle, mise en place le 30 juin 2005 par des blogueurs québécois. L'administration délaisse peu à peu le site avant sa prise en main par des volontaires francophones aux alentours de 2007. La version francophone, lancée en juillet 2005, est tout à fait intégrée à Wikia.
La version japonaise (Ansaikuropedia, transcription romaji du nom anglais Uncyclopedia) a été fondée en décembre 2005.
La version en russe de la Désencyclopédie, Absurdopedia, a été initialement hébergé par Wikia à l’adresse absurdopedia.wikia.com le 24 février 2006. En octobre 2010, un site de fourche (absurdopedia.net) a été mis en place.
La version en espagnol, Inciclopedia, a été fondée en février 2006 pour compenser la fermeture du wiki humoristique Frikipedia[précision nécessaire]. Ce dernier a dû être mis hors service, à la suite de poursuites de la Société générale des auteurs et des éditeurs qui n’ont pas apprécié certains articles à leur encontre. Frikipedia a été relancé le 20 octobre 2007 avant d'être abandonné définitivement le 1er janvier 2016.
Le 20 avril 2019, Fandom (ex-Wikia) a fermé l'accès à la Désencyclopédie en français, mais pas dans les autres langues. Les articles qui ne sont pas en opposition avec les conditions d'utilisation de Fandom peuvent cependant toujours être consultés sur un autre site où ils sont hébergés, mais ne peuvent depuis cette date plus être modifiés, sauf par les utilisateurs connectés à ce site. La Désencyclopédie rouvre desencyclopedie.org en conséquence.